# Kings Cup
Kings Cup — пригласительный снукерный турнир, проходивший в середине 1990-х годов в Таиланде.
Турнир был организован специально для показа по телевидению и проводился в студии 9-го Канала Таиланда перед Рождеством. В первом розыгрыше приняли участие 16 игроков, и большинство из них были местными. Турнир начинался с групповой стадии, в четвертьфинал выходили по двое лучших из каждой группы. Чемпионом первого Kings Cup стал Найджел Бонд, который был единственным снукеристом из Европы на турнире. В следующих розыгрышах в соревновании участвовали уже больше приглашённых европейских игроков (трое); в качестве приглашённого играл и Джеймс Уоттана, несмотря на то, что он имел тайское гражданство и национальность.  
Турнир не входил в календарь мэйн-тура. Все матчи соревнования проходили в Бангкоке.

## Победители
| Сезон   | Победитель     | Финалист           | Счёт | Приз победителю |
| ------- | -------------- | ------------------ | ---- | --------------- |
| 1992/93 | Найджел Бонд   | Джеймс Уоттана     | 8:7  | £ 2 500         |
| 1993/94 | Джеймс Уоттана | Даррен Морган      | 8:3  | £ 2 500         |
| 1994/95 | Билли Снэддон  | Ноппадон Ноппачорн | 8:4  | £ 2 500         |